# Tibau do Sul

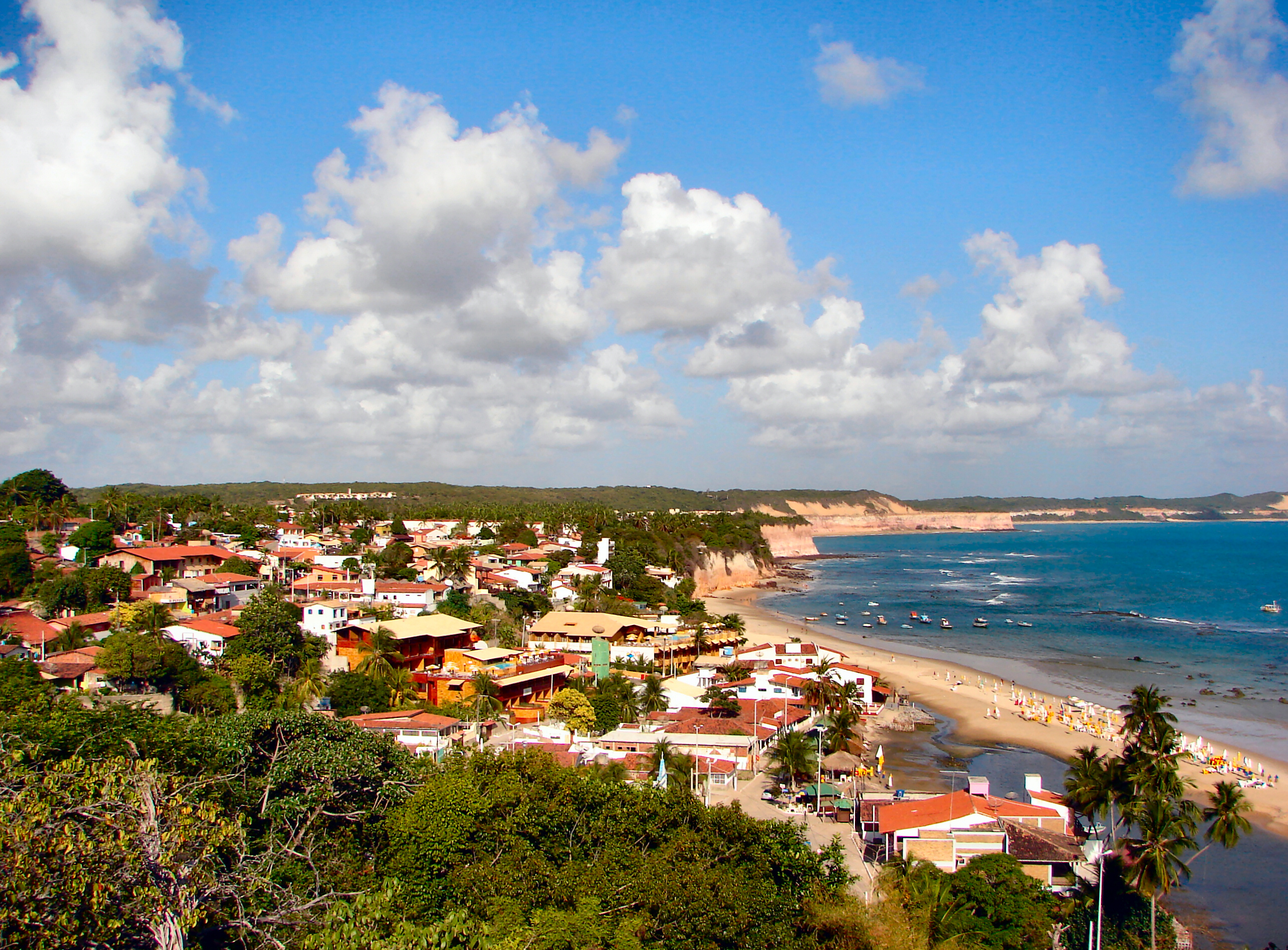
Vue du littoral à partir de la plage do amor a Pipa de Bjørn Christian Tørrissen

Tibau do Sul est une ville de l'État de Rio Grande do Norte au Brésil dans la microrégion du littoral sud.
Située sur la côte atlantique, jointe au lac de Guaraíras à une altitude moyenne de 38 mètres, Tibau do Sul est proche de Natal, la capitale de l'État, située à 80 km environ. Son économie repose sur la pêche, l'artisanat et surtout le tourisme.
Tibau do Sul est une municipalité (municipio) au sens brésilien du terme, entouré par Senador Georgino Avelino, Arês, Goianinha, Canguaretama, Vila Flor.
Internationalement connue pour abriter la plage de Pipa, Tibau do Sul est une des principales stations balnéaires de l'État et un important pôle du tourisme. Ceci a commencé à partir de 1970 quand différents groupes de surfeurs commencèrent à fréquenter les plages de la municipalité. Rapidement Tibau do Sul s'est développé, sa notoriété et ses infrastructures touristiques attirant de plus en plus de gens venus du monde entier, et faisant de Pipa l'une des plages les plus cosmopolites du Brésil.
En accord avec le recensement IBGE Institut Brésilien de Géographie et statistiques, réalisé en 2009 ; sa population est de 11 707 habitants sur une surface de 101,4 km2.
Pourtant avec le flux touristique de la haute saison, la ville enregistre le passage d'un million de personnes par an.

## Histoire
Située entre deux eaux, la lagune de Guaírairas et l'océan atlantique ; l'endroit appartenait au village Antônia de 1612 jusqu'à la fin du XVIIe siècle. Passant ensuite au Village de São João Batista de Guaraíras, jusqu'en 1760 où le village s'est transformé en ville de Arês, zone de pêche qui a abrité de nombreux contacts entre les locaux  potiguars et européens, principalement français et hollandais.
La population de Tibau do Sul s'est établie à travers l'activité agricole et la pêche. Sa première école arrive en 1873 (aujourd'hui Escola José Mamede de Freitas), en 1911 devient un distrito (sous division administrative de moindre importance), en 1953 s'élève au statut de ville. Tibau a fait partie de Goianinha jusqu'au 3 avril 1963, puis s'émancipe en agrégeant do Sul pour la distinguer de l'autre Tibau proche de la ville de Mossoró dans le même état. Le premier préfet élu fut Wilson Galvão de Freitas.